# Él se equivocó
Él se equivocó es una canción interpretada por la cantante y compositora mexicana Gloria Trevi, lanzada por la discográfica Universal Music Latino el 22 de abril de 2022 en el decimotercer álbum de estudio Isla divina. Fue lanzada plataformas digitales ese mismo día de estreno así como también el video musical en su cuenta VEVO en YouTube.

## Tracklist

### Descarga digital[5]
- Él se equivocó - 3:36

## Créditos

### Escritores[6]
- Gloria de los Ángeles Treviño
- Marcela De la Garza

### Productores[7]
- Trevi
- Jeon & YoFred